# Пирогов, Григорий Степанович
Григо́рий Степа́нович Пирого́в (12 [24] января 1885, село Новосёлки Рязанского уезда Рязанской губернии — 20 февраля 1931, Ленинград) — русский певец (бас), певцами стали все его братья — Александр, Алексей, Михаил.

## Биография
Родился 12 (24) января 1885 года в селе Новосёлки. Из крестьянской семьи.
В 1898 году переехал с родителями в Рязань, работал в плотницкой артели. С 16 лет пел в церковном хоре, где под руководством регента П. О. Климова изучал нотную грамоту.
В 1903 поступил в Московское музыкально-драматическое училище, обучался пению у профессоров М. Е. Медведева (с 1903 по 1905 год) и Л. Д. Донского (с 1905 по 1908 год), параллельно работая на чаеразвесочной фабрике купца В. Перлова и выступая в содержавшемся на его средства церковном хоре под управлением регента Ф. А. Иванова. Пытался поступить в Большой театр, был принят в Мариинский театр, дебютировал в 1909 в партии Нилаканты (опера Делиба «Лакме»).
В 1910—1915, 1917—1921 — солист Большого театра, выступал также в Одесском оперном театре, петроградском Народном доме (антреприза А. Р. Аксарина). С 1921 пел в операх и давал сольные концерты в Сибири, на Урале, на Украине, в Закавказье и Узбекистане. Гастролировал в Будапеште (1914), Риге (1923), Берлине (конец 1923 — начало 1924), Бухаресте, Праге и Копенгагене (лето 1924).
25 декабря 1930 года в Большом зале Московской консерватории состоялся последний концерт певца.
Умер 20 февраля 1931 года в Ленинграде. 25 февраля похоронен в Москве на Новодевичьем кладбище (участок № 2).
Семья
- Первая жена — Мария Дмитриевна Пирогова (урожд. Хлыстова; 1885 — ?)
  - Сын — Василий Григорьевич Пирогов (1904—1965)
  - Дочь — Антонина Григорьевна Пирогова (10.02.1905 — 17.02.1975)
  - Сын — Леонид Григорьевич Пирогов (23.03.1910 — 15.04.1968), артист театра, радио и кино
    - Внучка — Людмила Леонидовна Пирогова (21.07.1939 — 19.01.2010), актриса Малого театра

  - Дочь — Ольга Григорьевна Пирогова
    - Внук — Михаил
- Вторая жена — Александра Ивановна Пирогова (урожд. Петрова; 1888—1981)
  - Сын — Григорий Григорьевич Пирогов (1928—2008), доктор наук, профессор[11]

## Творчество
Обладал сильным, полнозвучным и ровным во всех регистрах голосом мягкого «виолончельного» тембра и широкого диапазона (свыше двух октав: от ми большой октавы до соль-диез первой), что позволяло ему исполнять басовые и баритоновые партии. Выступления певца отличались огромной эмоциональной силой. За 22 года на сцене Г. С. Пирогов исполнил 52 разнохарактерные партии (согласно иным оценкам — до шестидесяти), из них 28 — в русском репертуаре. Особенно он прославился исполнением партий Руслана («Руслан и Людмила» М. И. Глинки), Бориса Годунова и Досифея («Борис Годунов» и «Хованщина» М. П. Мусоргского), Мельника («Русалка» А. С. Даргомыжского), Мефистофеля («Фауст» Ш. Гуно), Вотана («Золото Рейна», «Валькирия» и «Зигфрид» Р. Вагнера). Камерный репертуар певца включал произведения М. И. Глинки, А. С. Даргомыжского, А. П. Бородина, Н. А. Римского-Корсакова, М. П. Мусоргского, П. И. Чайковского, С. И. Танеева, С. В. Рахманинова, Л. Бетховена, Ф. Шуберта, Р. Шумана, Э. Грига, А. А. Спендиарова, С. Н. Василенко. С успехом исполнял также русские народные песни.

### Оперные партии
1. М. И. Глинка, «Руслан и Людмила» — Руслан
2. М. И. Глинка, «Руслан и Людмила» — Фарлаф
3. А. С. Даргомыжский, «Русалка» — Мельник
4. М. П. Мусоргский, «Борис Годунов» — Борис Годунов
5. М. П. Мусоргский, «Борис Годунов» — Пимен
6. М. П. Мусоргский, «Хованщина» — Досифей
7. М. П. Мусоргский, «Хованщина» — Иван Хованский
8. А. П. Бородин, «Князь Игорь» — Владимир Галицкий
9. А. П. Бородин, «Князь Игорь» — Кончак
10. П. И. Чайковский, «Евгений Онегин» — Гремин
11. П. И. Чайковский, «Евгений Онегин» — Зарецкий
12. П. И. Чайковский, «Мазепа» — Кочубей
13. П. И. Чайковский, «Мазепа» — Орлик
14. П. И. Чайковский, «Пиковая дама» — Томский
15. Н. А. Римский-Корсаков, «Сказка о царе Салтане» — Салтан
16. Н. А. Римский-Корсаков, «Золотой петушок» — Додон
17. Н. А. Римский-Корсаков, «Садко» — Варяжский гость
18. Н. А. Римский-Корсаков, «Псковитянка» — Юшко Велебин
19. Н. А. Римский-Корсаков, «Царская невеста» — Собакин
20. Н. А. Римский-Корсаков, «Снегурочка» — Мороз
21. Н. А. Римский-Корсаков, «Снегурочка» — Бирюч
22. А. Г. Рубинштейн, «Демон» — Демон
23. А. Г. Рубинштейн, «Демон» — Гудал
24. А. Н. Серов, «Юдифь» — Олоферн
25. Э. Ф. Направник, «Дубровский» — Верейский
26. Ц. А. Кюи, «Анджело» — Анафеста
27. А. Т. Гречанинов, «Добрыня Никитич» — Добрыня
28. Н. Ф. Соловьёв, «Корделия» — Югурта
29. Р. Вагнер, «Золото Рейна» — Вотан
30. Р. Вагнер, «Золото Рейна» — Альберих
31. Р. Вагнер, «Золото Рейна» — Фазольт
32. Р. Вагнер, «Валькирия» — Вотан
33. Р. Вагнер, «Зигфрид» — Вотан
34. Р. Вагнер, «Гибель богов» — Гунтер
35. Р. Вагнер, «Гибель богов» — Гаген (Хаген)
36. Р. Вагнер, «Лоэнгрин» — Глашатай
37. Р. Вагнер, «Риенци» — Колони
38. Дж. Мейербер, «Гугеноты» — Сен-Бри
39. Дж. Мейербер, «Гугеноты» — Марсель
40. Ш. Гуно, «Фауст» — Мефистофель
41. Ш. Гуно, «Ромео и Джульетта» — Капулетти
42. Л. Делиб, «Лакме» — Нилаканта
43. Ж. Бизе, «Кармен» — Эскамильо
44. Ж. Бизе, «Искатели жемчуга» — Нурабаз
45. Ж. Массне, «Манон» — Леско
46. А. Тома, «Миньон» — Лотарио
47. Ф. Галеви, «Дочь кардинала» — Кардинал
48. Дж. Россини, «Севильский цирюльник» — Дон Базилио
49. Дж. Верди, «Риголетто» — Монтероне
50. Дж. Верди, «Аида» — Царь Египта
51. Дж. Верди, «Аида» — Амонасро
52. Дж. Пуччини, «Богема» — Альциндор

### Оперные арии, не вошедшие в канонический список
1. К. Вебер, «Волшебный стрелок» — Каспар
2. А. Н. Верстовский, «Аскольдова могила» — Неизвестный

### Сохранившиеся записи
Григорий Пирогов записывался на грампластинки в Петербурге («Граммофон», 1907) и в Москве («Пате», 1910). В 1968 году в СССР была выпущена долгоиграющая пластинка с ранее не известными записями; в 1983 году в серии «Из сокровищницы мирового исполнительского искусства. Вокалисты» выпущена пластинка с записями Л. Балановской, А. Боначича, И. Грызунова и Г. Пирогова; в 1996 году издан сборник из двух компакт-дисков «Greatest Voices of Bolshoi», в который была помещена ария Неизвестного в исполнении Григория Пирогова; в 2007 году в серии «Выдающиеся исполнители» издан компакт-диск «Григорий и Александр Пироговы. Арии и сцены из опер, песни». При весьма обширном оперном и камерном репертуаре Г. С. Пирогова материальных свидетельств его незаурядного дарования сохранилось совсем немного. Доступные аудиозаписи:
- Ария Неизвестного (А. Н. Верстовский, опера «Аскольдова могила»), 1910 год, фирма «Пате», патент 348505, диск 61679-R.A, запись 21748
- Дубинушка (русская народная песня), 1910 год, фирма «Пате», патент 348505, диск 61399-R.A, запись 21746
- Дубинушка (русская народная песня), 1920-е годы
- Как король шёл на войну (Ф. Ф. Кёнеман, М. Ю. Конопницкая, А. П. Колтоновский), 1910 год, фирма «Пате», запись 21742
- Песня убогого странника (Н. А. Маныкин-Невструев, Н. А. Некрасов), 1910 год, фирма «Пате», патент 348505, диск 61421-R.A, запись 21745
- Последний рейс (Э. Алнес, Г. Фергеланд, М. А. Слонов), 1910 год, фирма «Пате», запись 21749
- Серенада Мефистофеля (Ш. Гуно, опера «Фауст»), 1910 год, фирма «Пате», запись 21744
- Стансы Нилаканты (Л. Делиб, опера «Лакме»), 1910 год, фирма «Пате», запись 21743
- Ты взойди, солнце красное (русская народная песня), 1910 год, фирма «Пате», патент 348505, диск 61299-R.A, запись 21747

## Признание
- В 1932 году по ходатайству работников Московско-Окского речного пароходства один из лучших окских пароходов был назван именем певца.
- В 1966 году имя братьев Григория и Александра Пироговых присвоено Рязанскому музыкальному училищу.
- В селе Новосёлки Рыбновского района Рязанской области с июля 1995 года действует МБУК «Дом-музей Пироговых».
- На родине певцов ежегодно происходит праздник песни, посвящённый братьям Пироговым.
- По Волге и Оке курсирует теплоход «Григорий Пирогов».